# Tityang
Tityang (en népalais : तित्याङ) est un comité de développement villageois du Népal situé dans le district de Baglung. Au recensement de 2011, il comptait 3 972 habitants.